# Cecilie Sandvej
Cecilie Feddersen Sandvej (13 giugno 1990) è una calciatrice danese, centrocampista del Como 1907.
Ha inoltre indossato per oltre 10 anni la maglia della nazionale danese, disputando 36 partite e realizzando una rete.

## Carriera

### Club

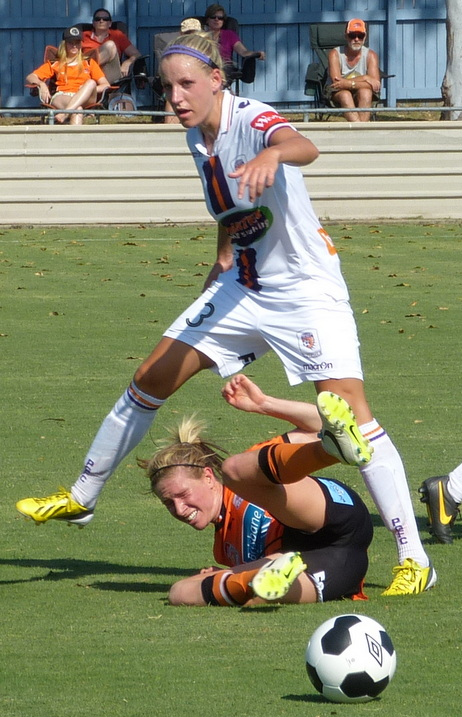
Sandvej nel 2014 con la maglia del

Inizia a giocare a calcio nell'Horsens, dove rimane fino al 2007. Dal 2008 al 2009 è tesserata con il SønderjyskE.
A 19 anni, nel 2009, firma con il Brøndby, dove gioca l'Elitedivisionen, massima serie danese e la UEFA Women's Champions League, competizione nella quale debutta il 30 settembre 2009 nei sedicesimi di finale, entrando al 65' della vittoria per 2-1 nei Paesi Bassi contro l'AZ Alkmaar. In quattro stagioni in gialloblu vince 3 campionati consecutivi (2011, 2012 e 2013) e 4 Coppe di Danimarca (2010, 2011, 2012, 2013).
Nel 2013 si trasferisce in Australia, al Perth Glory, debuttando in W-League il 9 novembre 2013, quando è schierata dal 1º minuto nel successo per 5-2 sul campo dei Newcastle Jets. Termina il campionato al quinto posto, ottenendo 11 presenze.
L'anno successivo rimane fuori dall'Europa, firmando il 27 febbraio 2014 con le statunitensi del Washington Spirit. Nella squadra della capitale USA non ottiene nessuna presenza in National Women's Soccer League.
Nell'estate 2014 passa alle tedesche del Sand, con le quali esordisce in Frauen-Bundesliga il 31 agosto, giocando titolare nel pareggio interno per 1-1 con lo Jena. Segna l'unico gol dell'esperienza biancoazzurra il 5 novembre 2016, portando in vantaggio la sua squadra al 46' del primo tempo della gara casalinga poi vinta per 6-0 contro il MSV Duisburg. In tre stagioni arriva decima, nona e ottava, totalizzando 64 presenze.
A luglio 2017 si trasferisce al 1. FFC Francoforte, dove rimane per due stagioni consecutive. Tra il 2019 e il 2021 ha giocato in Francia al Fleury, militante nella massima serie del campionato francese. Nell'estate 2021 si è trasferita in Inghilterra per giocare col Birmingham City, rimanendovi per la sola stagione 2021-22, conclusa con la retrocessione dalla FA Women's Super League. Dopo l'esperienza a Birmingham, è tornata in Francia, accordandosi col Digione, col quale ha giocato per due stagioni consecutive nella massima serie francese.
L'11 settembre 2024 il Napoli ha annunciato l'accordo con Sandvej per la stagione 2024-2025, la prima della danese in Serie A e nel campionato italiano. Qui, alla guida di Salvatore Mango prima e di David Sassarini poi, matura 9 presenze in campionato più una in Coppa Italia, contribuendo alla salvezza della squadra partenopea.
Conclusi gli obblighi contrattuali, durante la sessione estiva di calciomercato 2025 viene annunciato il suo trasferimento al Como 1907, sposando il progetto del club lariano di allestire un organico in grado di puntare alla promozione in massima serie dopo aver ottenuto un posto in Serie B acquisendo il titolo sportivo del ChievoVerona FM.

### Nazionale
Inizia a giocare nelle nazionali giovanili danesi a 15 anni, nel 2006, esordendo in under 17, dove rimane fino al 2007, totalizzando 16 apparizioni e 3 reti. Dal 2007 al 2009 gioca in under 19, totalizzando 21 presenze e 1 gol.
Nel 2009, a 19 anni, debutta in nazionale maggiore, subentrando a Marianne Pedersen al 65' dell'amichevole vinta per 2-1 contro l'Islanda il 19 luglio a Staines, in Inghilterra.
Nel 2011 disputa un'amichevole con l'under 23.
Nel 2013 il CT danese Kenneth Heiner-Møller la inserisce nella lista delle 23 per gli Europei in Svezia, nei quali arriva in semifinale, dove le danesi sono eliminate ai rigori dalla Norvegia, poi finalista perdente: Sandvej gioca una gara, il pareggio nel girone contro la Finlandia.
Il 7 marzo 2016 realizza il suo primo gol in nazionale, accorciando le distanze al 93' nella sconfitta per 2-1 contro il Belgio in Algarve Cup.
Anche il nuovo CT Nils Nielsen la convoca per gli Europei 2017 nei Paesi Bassi, utilizzandola in cinque delle sei gare del torneo, concluso con la sconfitta in finale per 4-2 contro le padrone di casa.

## Palmarès

### Club
- Campionato danese: 3

Brøndby: 2010-2011, 2011-2012, 2012-2013
- Coppa di Danimarca: 4

Brøndby: 2009-2010, 2010-2011, 2011-2012, 2012-2013